# CHR
CHR er Fødevareministeriets Centrale Husdyrbrugsregister, hvor alle ejendomme, der har husdyr, skal være registreret. Registreret blev etableret i 1993, som en del af GLR/CHR. GLR er Fødevareministeriets Generelle Landbrugsregister.